# Герой КНДР
Герой КНДР (кор. 공화국영웅?, 共和國英雄?) — почётное звание КНДР. До учреждения Ордена Ким Ир Сена считалось — наряду со званием Героя Труда КНДР — высшей государственной наградой КНДР.

## История
Учреждено Президиумом Верховного Народного Собрания КНДР 30 июня 1950 года. Присваивается за героический поступок в вооружённом конфликте.
17 июля 1950 года состоялось награждение первых 12 человек. Первыми Героями КНДР стали командир катера Ли Ван Гын, командир отряда морских охотников Ким Ку Ок (потопивший два эсминца ВМФ США), танкист 105-й танковой дивизии Кан Те Ки (отличившийся в ходе боёв за Сеул и установивший флаг КНДР над зданием национального собрания в Сеуле), лётчик Ким Чи Ок (первым сбивший шесть вражеских самолётов) и командиры ряда частей и соединений Корейской Народной армии. Всего за участие в Корейской войне 1950—1953 гг. звание Героя КНДР было присвоено 481 человеку (480 военнослужащим КНА и партизанке Чо Окхи, осенью 1950 года погибшей в бою у подножия горы Ымпхо).
Первой женщиной, награждённой этой наградой при жизни, стала Тхе Сон Хи (первая женщина-пилот в истории КНДР).
Почти все награждённые — граждане КНДР. За историю КНДР был награждён только 21 иностранец, в том числе Пэн Дэхуай, Мао Аньин, Иосип Броз Тито, Фидель Кастро, Пол Пот, Зиаур Рахман, Ясир Арафат, Муаммар Каддафи и Владимир Подольхов.
Среди награждённых есть корейцы советского происхождения (генерал-майор Николай Николаевич Пак, контр-адмирал Ким Чил Сен, полковник Владимир Ан).
Возможно неоднократное награждение: первым дважды героем КНДР 18 апреля 1951 года стал сержант-пулемётчик Ким Ги У, Ким Ир Сен удостаивался этой награды трижды, его сын Ким Чен Ир четыре раза, четвёртое присуждение было посмертным.
Известны случаи награждения посмертно. Так, звание «Герой КНДР» было посмертно присвоено матери Ким Чен Ира — Ким Чен Сук. В 2005 году звание было посмертно присвоено северокорейской студентке Ю Ген Хва, погибшей на пожаре при спасении от огня своих товарищей и портретов Ким Ир Сена и Ким Чен Ира.

## Порядок награждения
Награждённому вручаются медаль «Золотая Звезда» и Орден Государственного флага I степени, а на родине героя сооружается его бюст.
В отдельных случаях возможны другие действия по увековечиванию памяти награждённых:
- торпедный катер, которым командовал Герой КНДР Ким Ку Ок позднее был установлен в качестве памятника[7]
- личное оружие пулемётчика Ким Ги У  (7,62-мм пулемёт "максим" обр. 1910/30 гг.)[13] было передано в военный музей в Пхеньяне и стало частью экспозиции, посвящённой войне 1950-1953 гг.[7]